# Skalne miasta Krymu

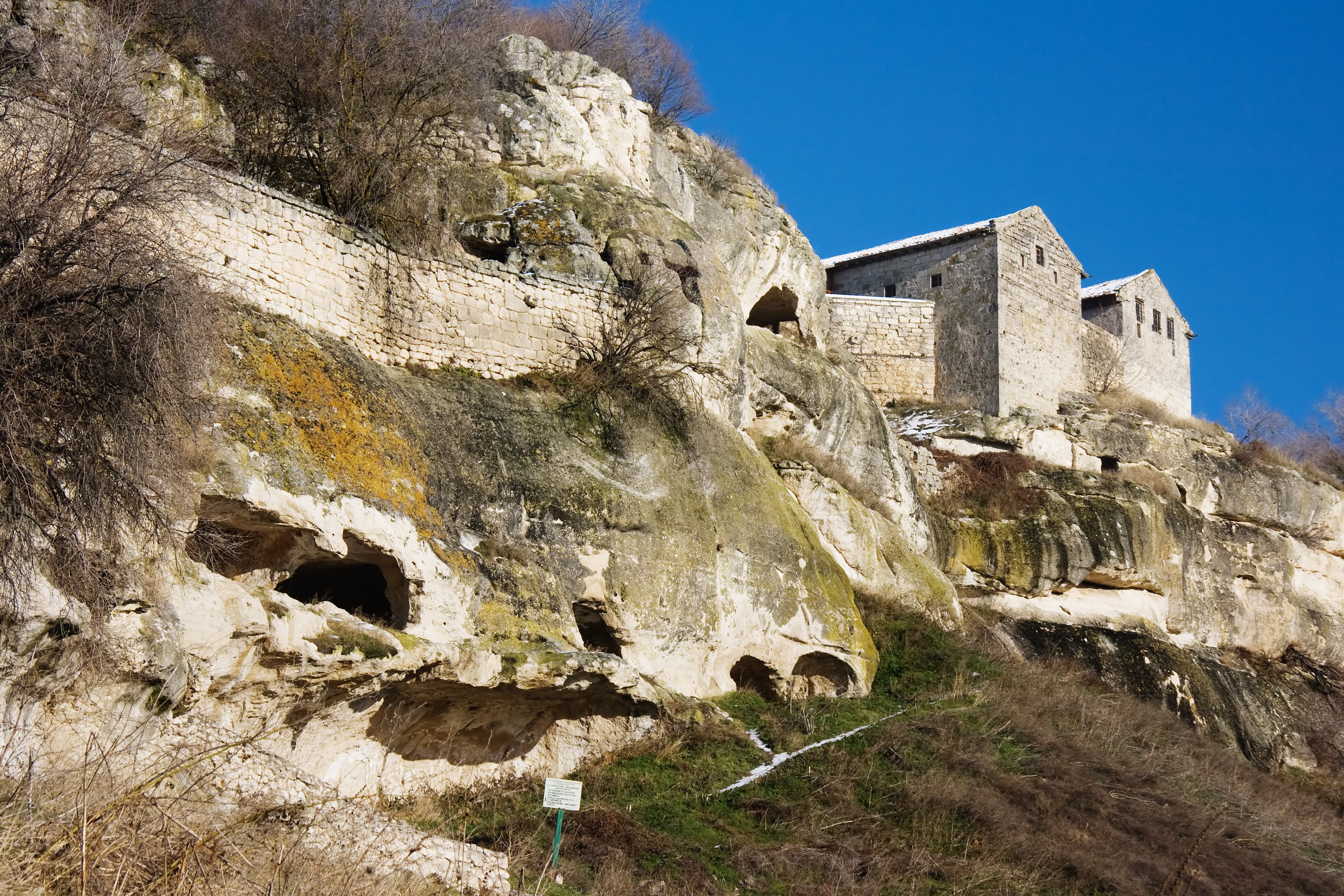
Skalne miasto Czufut-Kale

Skalne miasta Krymu (ros. пещерные города в Крыму) – nazwa używana w pracach popularnonaukowych i publikacjach turystycznych na określenie zespołów mieszkalnych wykutych w skałach powstałych w różnych okresach średniowieczna w południowej i wschodniej części Krymu na Ukrainie. Termin ten jest ogólnikowy, obejmuje różnowieczne zarówno klasztory prawosławne, jak i miasta lub mniejsze osady, a także twierdze. Mianem skalnych miast określa się nie tylko zespoły w całości lub w większej części ulokowane w grotach, ale też takie, gdzie ludność mieszkała głównie w domach na powierzchni, a groty pełniły podrzędną rolę w życiu społeczności.
Zdecydowana większość skalnych miast ulokowana jest w południowo-zachodniej części Krymu, w rejonie między okolicami Bakczysaraju a Sewastopolu.
Najstarsza informacja w źródłach pisanych nt. skalnych miast Krymu pochodzi ze schyłku XIV w. W XVI i XVII w. informacje takie stają się liczniejsze, pochodzą m.in. od polskiego posła na Krym Marcina Broniewskiego (1578), ale także od członków poselstw Turcji, Rosji i włoskich kupców. Pod koniec XVIII w. i w pierwszej połowie XIX w. pojawiają się pierwsze próby naukowego wyjaśnienia genezy sztucznych pieczar, choć nie bazowały one na poważnych pracach archeologicznych lub studiach źródeł, a raczej na ogólnych rozważaniach. Wysunięto trzy hipotezy:
1. Skalne miasta są dziełem ludzi jaskiniowych, w każdym razie ludzi, którzy nie posiadali narzędzi z metalu i nie potrafili budować domostw murowanych czy drewnianych. Poszczególni badacze różnie określali tych ludzi: jako troglodytów, ludzi jaskiniowych, Kimerian.
2. Skalne miasta stworzyli przedstawiciele wczesnych chrześcijan, uciekających na Krym po uznaniu ich poglądów za heretyckie (rozpatrywano tu arian).
3. Skalne miasta są dziełem Taurów, pierwszych mieszkańców półwyspu (nie licząc grup paleolitycznych)

Pod koniec XIX w. wszystkie te poglądy obalono prowadząc badania archeologiczne i  ustalając, że skalne miasta powstały w średniowieczu, przy okazji stwierdzając, że poszczególne zespoły skalnych grot pełniły różne funkcje. Wielu badaczy (np. J.A. Kułakowski) doszło wówczas do wniosku, że twórcami przynajmniej części tych zespołów byli mnisi i inne osoby zbiegłe przed prześladowaniami w czasie pierwszej (726–787 r. n.e.) lub drugiej (813–843 r. n.e.) fazy ikonoklazmu.
Współcześnie potwierdzono średniowieczny i wielofunkcyjny charakter skalnych miast, ale ustalono, że kompleksy klasztorne nie są związane z uchodźcami religijnymi czasów ikonoklazmu, gdyż powstały one najwcześniej w XI–XIII w., a część nawet później, w czasach księstwa Teodoro. W dodatku wielkość wielu kompleksów usytuowanych w pobliżu dużych ośrodków władzy wskazuje na  mecenat władz. Dlatego sądzi się, że były to zespoły klasztorne powstałe za zgodą władz świeckich i kościelnych, czasami  fundowane przez miejscowych książąt. Natomiast skalne miasta o charakterze twierdz lub właściwych miast zaczęły powstawać znacznie wcześniej niż zespoły klasztorne - w drugiej połowie VI w. i pierwszej VII w., w czasach wpływów bizantyjskich, a następnie, po wstrzymaniu skalnego budownictwa w okresie VIII-IX, kolejne twierdze i miasta bazujące na skalnych grotach pojawiają się lub są rozbudowywane w X-XIII w. Później ma miejsce upadek wielu takich ośrodków w związku z najazdami mongolskimi XIII w. i następuje kolejna faza rozbudowy w XIV–XV w. Najazd Turków w 1475 r. doprowadził do likwidacji księstw prawosławnych, a te skalne miasta i klasztory, które nie zostały wówczas od razu zniszczone, stopniowo podupadały pod rządami Turków i Tatarów, tak że do XVII w. prawie zostały opuszczone. Wiele z nich po opuszczeniu wykorzystywano jako schronienia dla miejscowych pasterzy i ich stad, prowadząc niewielkie prace przystosowawcze do tego celu. Część cerkwi i klasztorów reaktywowano w II połowie XIX w., w czasach, gdy Krym należał do Rosji. Dokonano wtedy nie tylko reaktywacji, ale i rozbudowy użytkowanych kompleksów, wykuwając w skałach nowe pomieszczenia. Jednak po rewolucji komunistycznej zespoły te stopniowo zostały ponownie zlikwidowane przez komunistów. W latach 30. XX w. i późniejszych były one przedmiotem licznych ekspedycji archeologów sowieckich, a od lipca do października 1942 skalne miasta Krymu, a zwłaszcza Eski-Kermen, były penetrowane przez niemieckich archeologów kierowanych głównie przez Karla Kerstena, którzy na zamówienie Himmlera pragnęli potwierdzić tezę o istnieniu gockiego imperium ze stolicą w Eski-Kermen. Współcześnie pozostałości tych miast są atrakcjami ruchu turystycznego (większość nie jest jednak zagospodarowana turystycznie), a w nielicznych znajdują się działające świątynie lub klasztory prawosławne (np. w Inkermanie).
Do głównych skalnych miast Krymu zalicza się: Bakła, Cziłter-Koba, Cziłtier-Marmara, Czufut-Kale, Eski-Kermen, Kałamita, Kaczi-Kalon, Kyz-Kermen, Mangup, Skalne klasztory Inkermanu, Szułdan, Tepe-Kermen, a także twierdzę Sjureńską, choć ta ostatnia nie posiada żadnych podziemnych czy wykutych w skale budowli.
Oprócz tego liczne budowle skalne posiada Chersonez Taurydzki, w tym systemy hydrotechniczne (szyb i podziemny kanał długości 45 m i wysokości oraz szerokości 1 m), cysterny, piwnice, grobowce, ale także dwupiętrowe cerkwie z okresu późnobizantyjskiego (XI–XII w.), z których dolna była cerkwią podziemną, pełniącą funkcje oprócz sakralnej również miejsca pochówku, a górna była budowlą naziemną. W dwóch klasztorach na obszarze Sewastopola odkryto po jednej podziemnej cerkwi, a na półwyspie Heraklejskim koło Sewastopola znajduje się skit z XIII–XIV w. zawierający pomieszczenia wyrąbane w skałach. Na półwyspie tym obecne są także sztuczne pieczary wykorzystywane w średniowieczu do celów gospodarczych.  Liczne wyrąbane w skałach groty mające funkcje gospodarcze znajdują się także w Bakczysaraju, tamże jest częściowo skalna cerkiew z XVI–XVII w. na ormiańskim cmentarzu. Liczne sztuczne groty skalne, powstałe jako grobowe krypty, obecne są we wschodnim Krymie, na cmentarzach osad starożytnego królestwa bosporańskiego i  Neapolu Scytyjskiego, leżącego w centralnej części półwyspu Krymskiego. Resztki cerkwi podziemnej z XII–XIV w. znaleziono w skałach góry Sokoł koło miasta Sudak, różne podziemne skalne budowle znane są także z półwyspu Tarchankut.